# 毛稃碱茅
毛稃碱茅（学名：Puccinellia dolicholepis），为禾本科碱茅属下的一个植物种。生于干旱草原、重盐碱沼泽草地、草甸、沙砾滩地，海拔1150-1400米。分布于中国青海（共和、格尔木、玛多、大柴旦）、欧洲、高加索、中亚、俄罗斯西伯利亚。模式标本采自欧洲。